# Замок (геральдика)
Замок — негеральдичний символ, що вживався у геральдиці. Багато гербів містять стилізовані замки.
Замок часто зображується з двома вежами на стіні. За часів розвитку геральдики було багато варіантів зображення цих будівель. Особливо часто замки зустрічається у міських гербах. Часто це копія справжніх палаців і фортець у володіннях власника. У випадку з блазоном, будівлю, зображену на щиті, потрібно описувати настільки точно, щоб два художники-геральдисти мали однакові результати. Опис має містити кількість і розташування веж (рідко відсутній, але, як правило, обмежується кількістю, способом будівництва, круглі чи квадратні, дизайн даху і кольору (тинктура)).
Замкові ворота можуть бути закритими або відкритими, порткуліс можна показати намальованим або закритим. Можливі комбінації. Важливим є центральне положення воріт. Вікна часто відображаються як денне світло, тобто золотом (іноді також сріблом).
На стінах замку на деяких гербах є святі чи інші фігури. Часто їх кількість зростає, тому видно лише частину. Варіанти лише з однією вежею утворюють окрему групу в межах герба замку. У цьому випадку вежа показана з геральдичною твариною, яка тримає конструкцію.

До складу замку також входять зображення будинків, включаючи незалежні види фронтону та воріт, зображення вікон, мости та доріжки. До замків належить також церковні будівлі. З точки зору обробки (забарвлення та стилізації) вони не відрізняються від геральдичних зображень, включаючи опис, як уже було згадано в замку.

Вежа на гербі Бергена зі зростаючим левом
Замок на гербі міста Бург (поблизу Магдебурга)
Промовистий герб міста Кастель (Баварія)
Вежа на гербі Дона
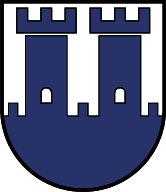
Замкові зубчасті стіни на гербі Фліс (Тіроль)
Замок на гербі Гамбурга
Замок на гербі Магдебурга
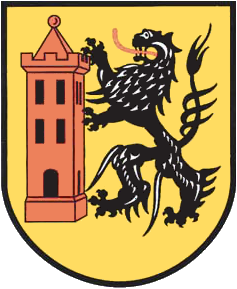
Лев тримає вежу на гербі Мейсена
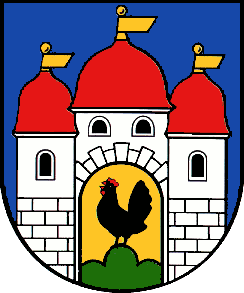
Замок на гербі Шлейзінгена
Розмовляючий герб міста Вольфсбурга
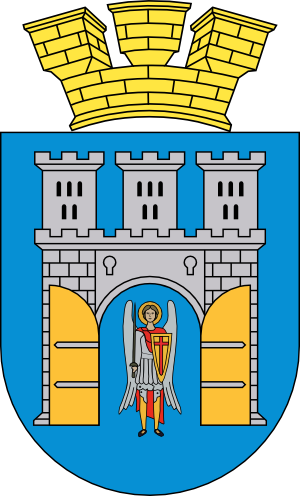
Герб Івано-Франківська
Герб Новгорода-Сіверського